# Луцій Кальпурній Пізон (консул-суфект 97 року)
Луцій Кальпурній Пізон (лат. Lucius Calpurnius Piso; близько 45 — після 97) — державний діяч часів Римської імперії, консул-суффект 96 року.

## Життєпис
Походив з роду нобілів Кальпурніїв Пізонів. Син Луція Кальпурнія Пізона, консула 57 року, та Ліцинії Магни (доньки Марка Ліцинія Красса Фругі, консула 27 року). Завдяки прихильності до батька імператора Нерона розпочав непогану кар'єру. Втім, її було перервано за правління імператора Веспасіана у зв'язку із підозрою в сприянні вбивства батька у 70 році впливовим прихильником Веспасіана — Муціаном.
Напевне, лише в часи імператора Доміціана зумів відновити свій політичний статус. Проте лише за імператора Нерви досяг верхнього щабля кар'єри, коли імператор його призначив у 97 році Пізона консулом-суффектом разом з Гнеєм Аррієм Антоніном. Про подальшу долю нічого невідомо.